# Wilhelm Barth (Maler)
Johann Wilhelm Gottfried Barth (* 1. Januar 1779 in Magdeburg; † 4. Januar 1852 in Rheinsberg/Mark) war ein Architektur- und Landschaftsmaler, der zahlreiche Veduten von Potsdam und dessen Umgebung im Stil des Klassizismus geschaffen hat.

## Leben
Barth wurde im Jahr 1796 Malerlehrling in der Königlichen Porzellan-Manufaktur Berlin, wo er ein Schüler von Johann Hubert Anton Forst war. Zeitgleich soll er die Zeichenschule der Akademie der Künste besucht haben. Nach Abschluss der Lehre wurde er als Landschaftsmaler angestellt. Er stellte auf der Akademie-Ausstellungen 1800, 1804, 1830 und 1840 mehrere Landschaften in Öl und Aquarell und farbige Radierungen aus. Er war Schüler des Landschaftsmalers Peter Ludwig Lütke. Anschließend arbeitete er als freischaffender Landschaftsmaler. 
1806 unternahm er Reisen nach Mecklenburg und fertigte verschiedene Gouachen von Schwerin und Ludwigslust, auch mit Ansichten des Mausoleums und des Monumentes für die 1803 verstorbene Erbprinzessin Helena Pawlowna, Tochter des Zaren Paul I., die seit 1799 mit dem Erbprinzen Friedrich Ludwig von Mecklenburg-Schwerin verheiratet gewesen war. König Friedrich Wilhelm III. entsandte Barth im Jahr 1809 nach Ostpreußen und Russland, wo er zahlreiche Landschafts- und Architekturansichten malte. Als er im Jahr 1822 zurückkehrte, arbeitete er hauptsächlich in Potsdam und in Berlin. Drei Jahre später wurde Barth zum königlich-preußischen Hofmaler ernannt und arbeitete fast ausschließlich für Friedrich Wilhelm III. und seinen Sohn Friedrich Wilhelm IV. Nachdem er während seines Russlandaufenthalts vorwiegend in Gouache und Aquarell gearbeitet hatte, widmete er sich zunehmend der Ölmalerei und schuf repräsentative Gemälde märkischer Städte. Bis zu seiner Pensionierung 1851 lieferte er dem König mindestens einhundert Gemälde, die meisten in dem für die Zeit ungewöhnlich großem Format des Jagdschlosses Grunewald. Im Jahr 1841 ließ er sich in Rheinsberg nieder, wo er elf Jahre später verstarb.
Barths Ehefrau Johanne, geb. Cammermeyer (um 1783–1833) aus Berlin, mit der er seit 1802 verheiratet war, sowie seine Söhne Carl Wilhelm August Eduard und Iwan Boris (1810–1866) wirkten ebenfalls als Maler und Kupferstecher. Nach dem Tod seiner ersten Frau heiratete er 1840 Christiane Dresler (1814–1869). Der gemeinsame Sohn Christian Wilhelm (1838–1877) wurde Kaufmann.

## Werke
Die Stiftung Preußische Schlösser und Gärten Berlin-Brandenburg besitzt 22 Gemälde von Barth.

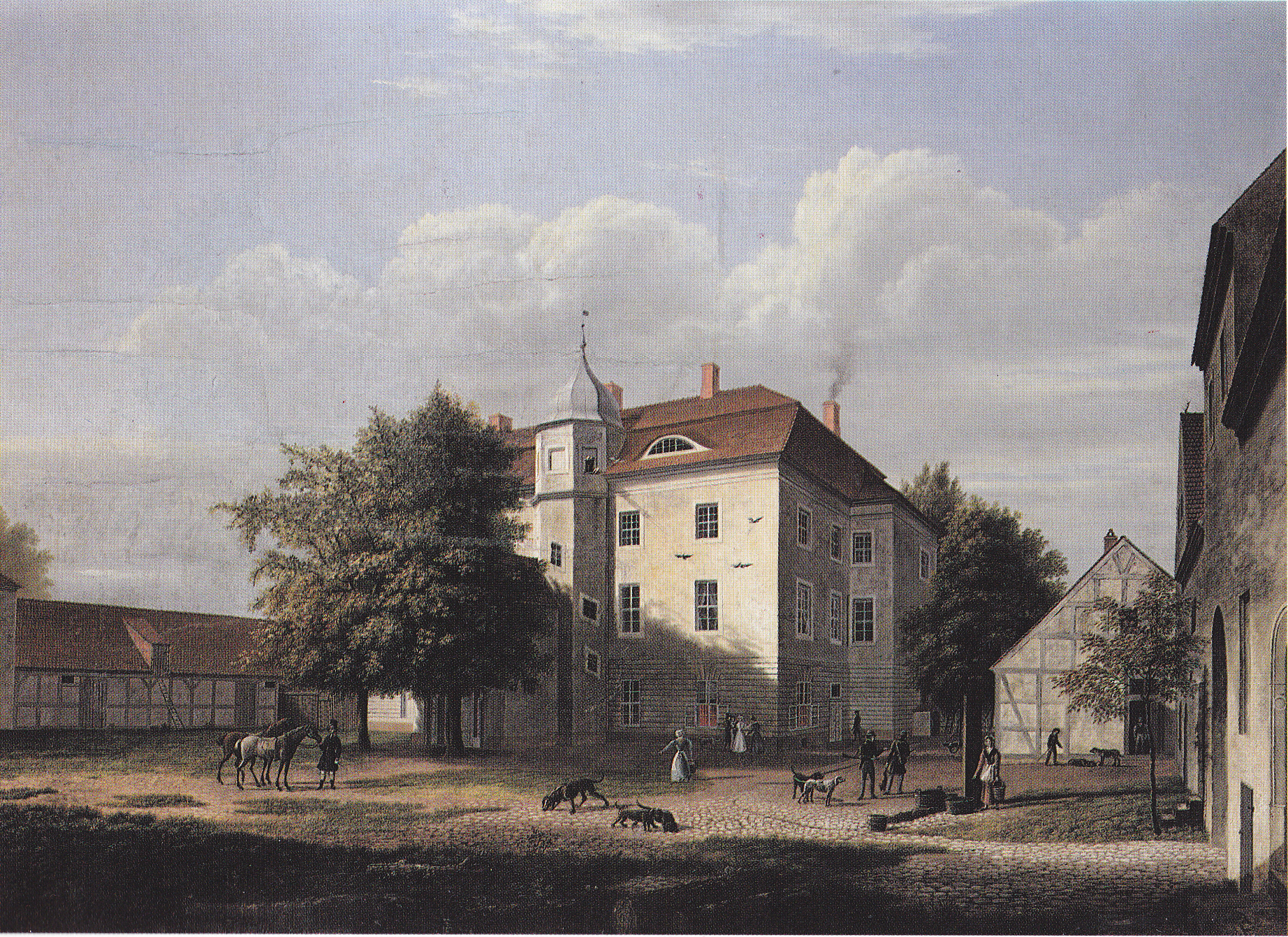
Jagdschloss Grunewald (1832)
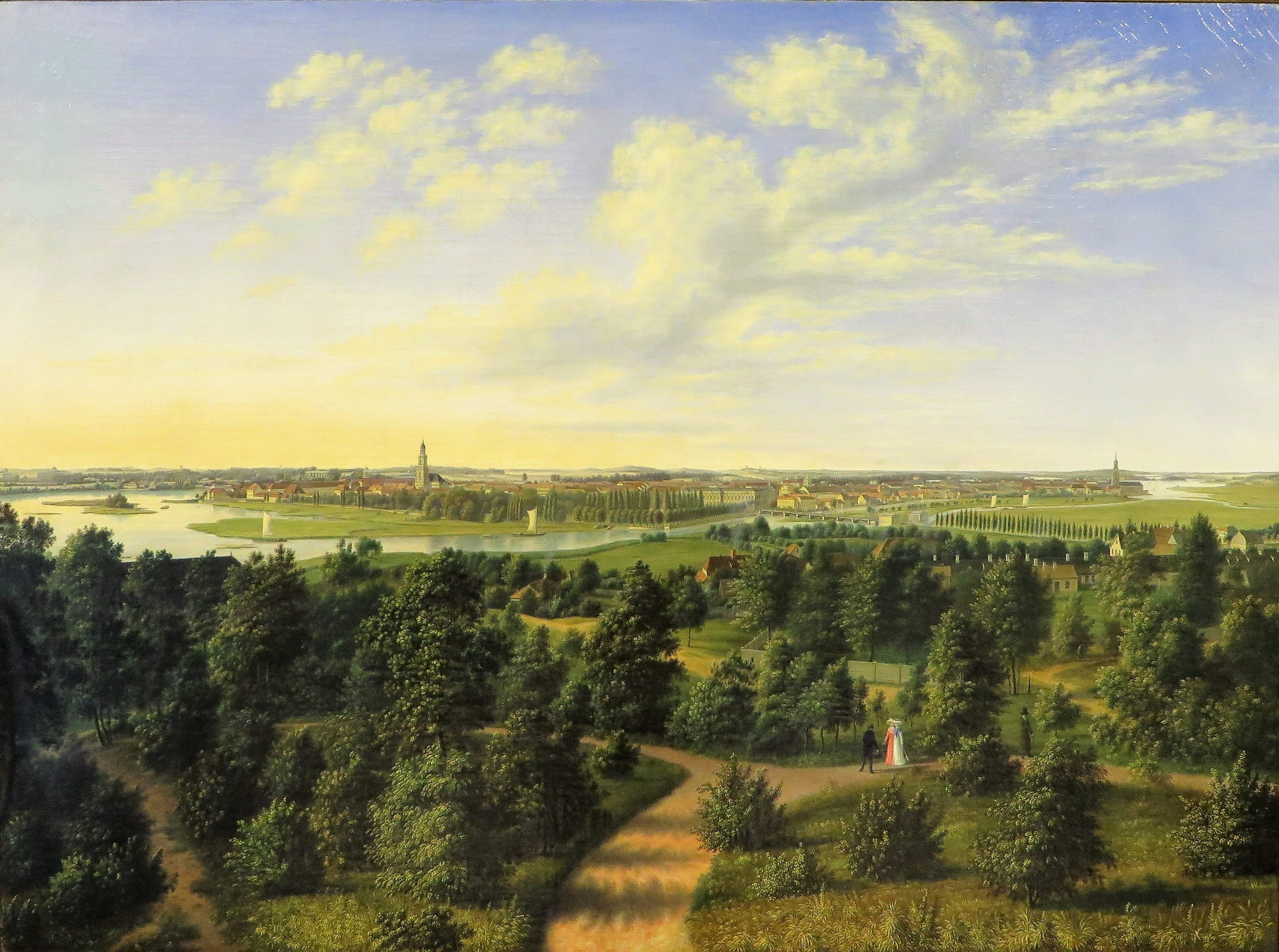
Potsdam vom Belvedere auf dem Brauhausberg (1825)
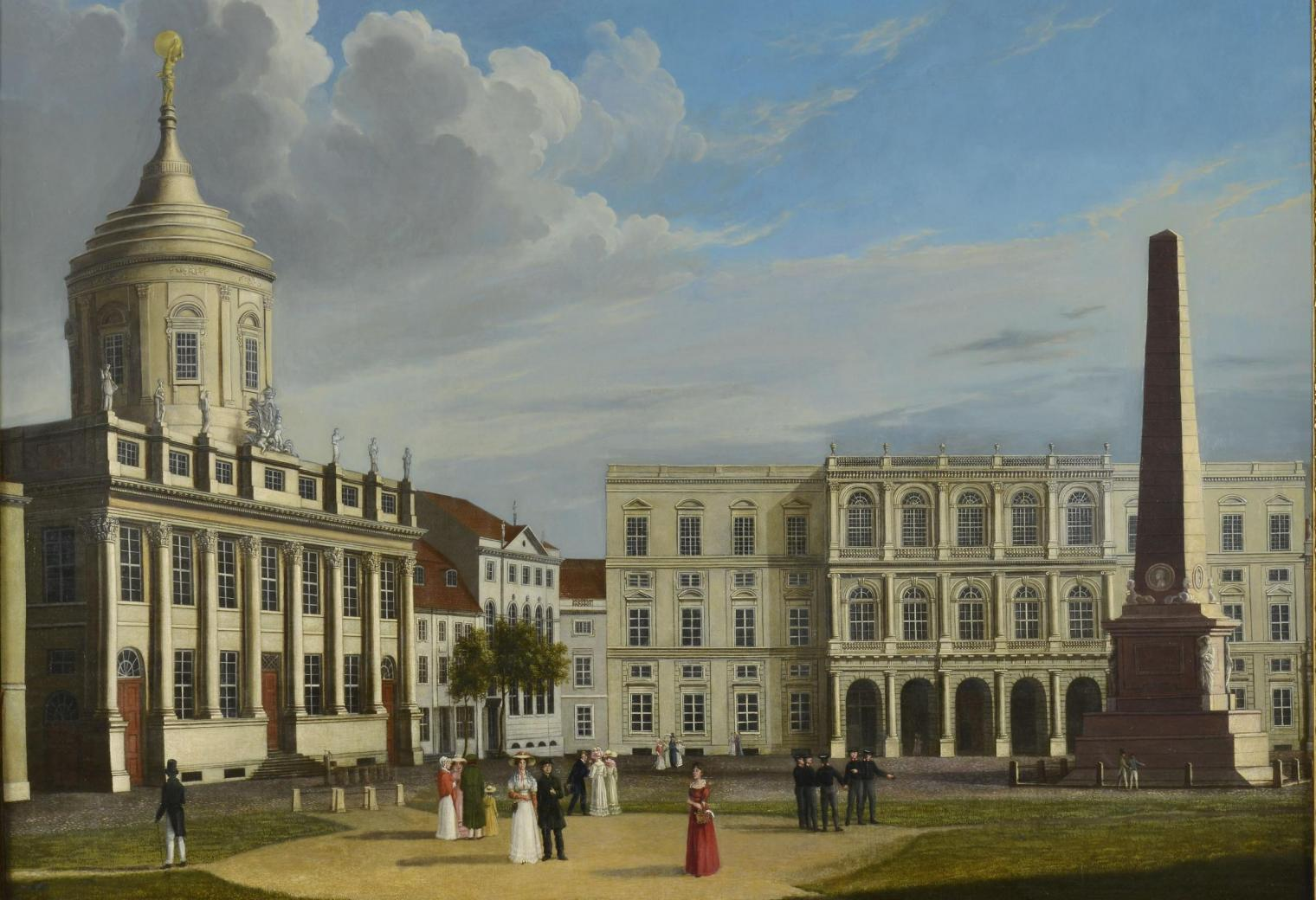
Alter Markt in Potsdam (1823)
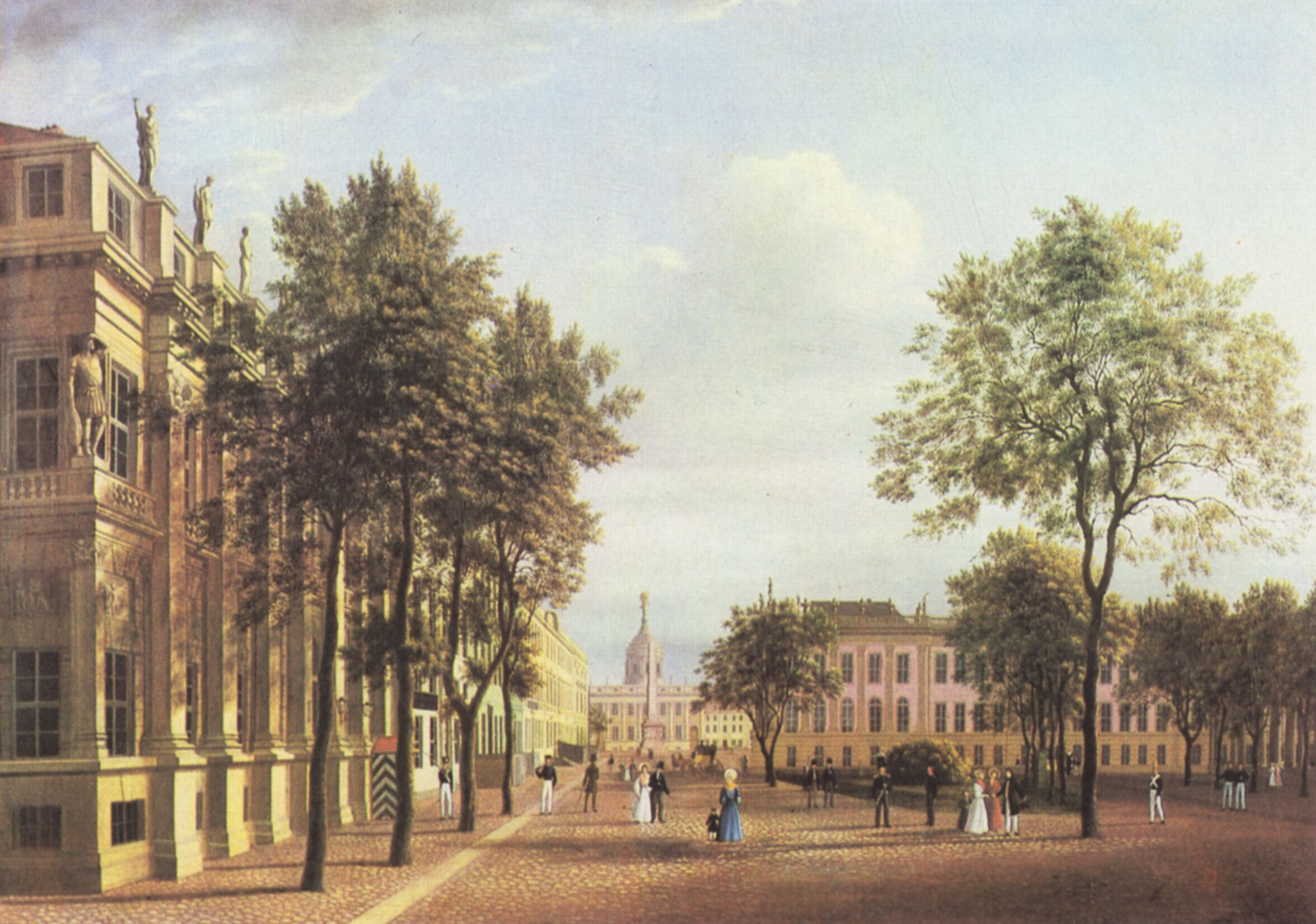
Schloßstraße in Potsdam (1839)
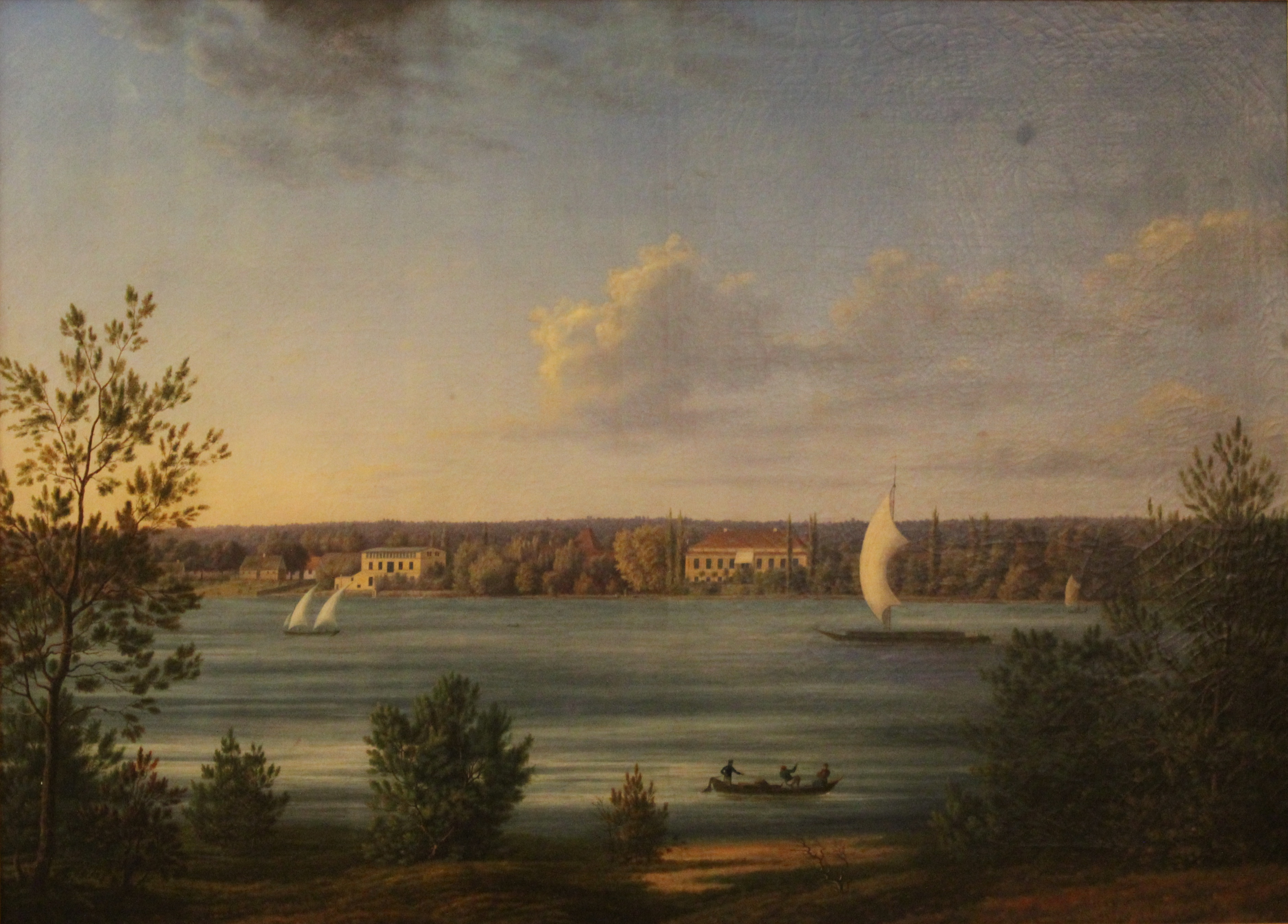
Schloss Caputh (1844)